# Marest-Dampcourt
Marest-Dampcourt es una comuna francesa situada en el departamento de Aisne, de la región de Alta Francia.

## Geografía
Está ubicada a 33 km al oeste de Laon. 

## Demografía
| 348 | 339 | 328 | 349 | 340 | 326 | 340 | 357 |
| Para los censos de 1962 a 1999 la población legal corresponde a la población sin duplicidades (Fuente: INSEE [Consultar]) |     |     |     |     |     |     |     |